# فلاديلاجونا
فلاديلاجونا (بالإنجليزية: Valdelaguna)‏ هي بلدية ومدينة في منطقة الحكم الذاتي وتقع في منطقة مدريد في وسط إسبانيا. تبلغ مساحة هذه المدينة 42,13 (كم²)، ويبلغ عدد سكانها 807 نسمة حسب إحصاء سنة 2008 م.

## وصلات خارجية
- الموقع الرسمي